# Pyrausta nubigena
Pyrausta nubigena is een vlinder van de familie van de grasmotten (Crambidae). De wetenschappelijke naam van deze soort is voor het eerst voorgesteld door Lionel Walter Rothschild in een publicatie uit 1915. De spanwijdte van het vrouwtje bedraagt 28 millimeter.
De soort komt voor in Algerije.